# 坂井市立春江小学校
坂井市立春江小学校（さかいしりつ はるえしょうがっこう）は、福井県坂井市春江町境にある公立小学校。

## 概要
学校の通称は春小（はるしょう）で、児童は春小っ子と呼ばれる。校歌は、同校の前身である春江南尋常小学校時代（1936年／昭和11年）に作られた、北原白秋が作詞し、山田耕筰が作曲したものを一部改作して、1964年（昭和39年）に正式に制定された。校歌の歌詞にある「われら安し われら正し われら強し」は同校の校訓にもなっている。

## 沿革
- 1873年（明治6年）12月 - 江留中の道場に江留小学校が創立[3]。
- 1874年（明治7年）8月11日 - 為国村の個人宅に為国小学校が創立[3]。
- 1876年（明治9年）3月 - 為国小学校が篤志小学校と改称[3]。
- 1881年（明治14年） - 太郎丸小学校が創立[3]。
- 1882年（明治15年） - 江留小学校が藤鷲塚の民家に移る[3]。
- 1884年（明治17年） - 江留小学校が精義小学校と改称[3]。
- 1889年（明治22年） - 篤志小学校から簡易科沖布目小学校が分離、独立[3]。
- 1892年（明治25年） - 沖布目小学校が篤志小学校に合併し、境に移る[3]。
- 1898年（明治31年） - 精義小学校が太郎丸小学校と合併し、再び江留中の道場に移る[3]。
- 1899年（明治32年） - 篤志小学校が境尋常小学校に、精義小学校が江留小学校に改称[3]。
- 1912年（大正元年）7月31日 - 境尋常小学校と江留尋常高等小学校が合併し、春江東尋常高等小学校と改称[3]。
- 1916年（大正5年） - 春江東尋常高等小学校江留上仮教場が設置される。
- 1923年（大正12年） - 春江東尋常高等小学校江留上仮教場が江留上分教場に昇格。
- 1935年（昭和10年） - 江留上分教場が独立し、春江南尋常小学校となる[3]。同年、校舎が竣工。
- 1936年（昭和11年）12月 - 北原白秋作詞・山田耕筰作曲の春江南小学校校歌が完成[4]。
- 1941年（昭和16年） - 国民学校令により、春江東尋常高等小学校は春江東国民学校に、春江南尋常小学校は春江南国民学校に改称[3]。
- 1947年（昭和22年） - 学制改革により、春江町立春江東小学校および春江町立春江南小学校を設立。
- 1948年（昭和23年）6月28日 - 福井地震により、春江東小学校、春江南小学校の校舎が共に倒壊[3]。
- 1949年（昭和24年）4月1日 - 春江東小学校と春江南小学校を合併し、春江町立春江小学校と改称[3]。
- 1950年（昭和25年） - 南校舎および本館が完成。
- 1951年（昭和26年） - 北校舎が完成。
- 1952年（昭和27年） - 講堂・工作室・給食室が完成。図書館を設立。
- 1953年（昭和28年） - 完全給食開始。
- 1955年（昭和30年） - 学校周辺に植樹、図書館改造。
- 1956年（昭和31年） - 給食室改造。
- 1957年（昭和32年） - 正門・北門が完成。
- 1963年（昭和38年） - 図書館完成。
- 1964年（昭和39年） - 旧春江南小学校の校歌を一部改作した春江小学校校歌制定[5]、水泳プール完成。
- 1965年（昭和40年） - 幼児プール完成。
- 1967年（昭和42年） - 校舎前庭花壇完成。
- 1968年（昭和43年） - 北校舎増築。
- 1976年（昭和51年） - 『春江小学校百年史』発刊。
- 1977年（昭和52年） - 校舎増築。
- 1978年（昭和53年） - 体育館新築工事完了。
- 1980年（昭和55年） - 北校舎改築工事開始。
- 1981年（昭和56年） - 春江小学校総合落成式。
- 1984年（昭和59年） - 新水泳プール完成。
- 1995年（平成7年） - 校舎2階部分大規模改造工事。
- 1996年（平成8年） - 校舎1・3階部分大規模改造工事。
- 2006年（平成18年）3月 - 市町村合併で坂井市が発足したことにより、坂井市立春江小学校と改称。
- 2007年（平成19年）4月 - 坂井市立春江東小学校が開校。春江小学校の2校化、マンモス校解消が実現。

## 通学区域
- 江留上大和・江留上本町・江留上緑・江留上日の出・江留上旭・江留上中央・江留上昭和・江留上新町・江留上錦・為国幸・為国中区・為国西の宮・為国亀ケ久保・新為国・境上町・境元町・江留下西・江留下宇和江・江留下屋敷・沖布目・豊島・大針・藤鷲塚・江留中・随応寺・東太郎丸・正連花（4字の一部）[6]

## 進学先中学校
- 坂井市立春江中学校[6]

## 校区内の主な施設
- 坂井市立春江幼保園
- 春江郵便局
- 坂井警察署春江警部交番
- 坂井市役所春江総合支所
- 嶺北消防組合消防本部・嶺北消防署
- 春江中コミュニティセンター
- アル・プラザアミ
- 福井県児童科学館（エンゼルランドふくい）
- 福井県教育総合研究所

## 交通
- ハピラインふくい線 春江駅から徒歩5分
- 京福バス
  - 28系統「運転者教育センター線」で「春江郵便局前」下車、徒歩3分。
- 坂井市コミュニティバス「ぐるっと坂井」
  - 基幹2系統「丸岡春江ルート」で「春江小学校東」下車すぐ。
  - 7系統「春江北部東部ルート」または8系統「春江西部中部ルート」で「春江小学校」下車、徒歩1分。